# 藤野温泉
藤野温泉（ふじのおんせん）は、神奈川県相模原市緑区牧野にある温泉。

## 泉質
- ナトリウム・カルシウム - 硫酸塩泉
- 源泉温度 46.7℃ （ふじの温泉病院「東尾垂の湯」）、41.8℃ （藤野やまなみ温泉）

## 温泉街
旅館などの宿泊施設はない。日帰り入浴施設が2軒ある。病院が1軒。

## 歴史
- 1991年（平成3年） - 清伸会真愛病院 (現: ふじの温泉病院) が敷地内をボーリングし、地下1400メートルで46.7℃の温泉掘削に成功
- 1996年（平成8年） - 日帰り入浴施設「五感の里 薬師の湯」開業 (源泉温度 30.5℃)
- 1997年（平成9年） - 日帰り入浴施設「藤野やまなみ温泉」開業
- 2003年（平成15年） - ふじの温泉病院直営の日帰り入浴施設「東尾垂の湯」開業
- 2008年（平成20年） - 「五感の里 薬師の湯」閉館・廃業
- 2018年（平成30年） -「東尾垂の湯」 長期休館（営業停止[1]）
- 2022年（令和4年） - 「藤野やまなみ温泉」施設改修のため長期休業（2022年6月1日 - 2023年7月31日[注釈 1]）
- 2023年（令和5年）8月1日 - 「藤野やまなみ温泉」リニューアルオープン。

## アクセス
- 藤野駅より車で10分。温泉施設の送迎バスあり。